# Ixora inodora
Ixora inodora är en måreväxtart som beskrevs av Karl Rechinger. Ixora inodora ingår i släktet Ixora och familjen måreväxter. Inga underarter finns listade i Catalogue of Life.